# Phidippus felinus
Phidippus felinus är en spindelart som beskrevs av Edwards 2004. Phidippus felinus ingår i släktet Phidippus och familjen hoppspindlar. Inga underarter finns listade i Catalogue of Life.